# 阿列克谢·尼古拉耶维奇·托尔斯泰
阿列克谢·尼古拉耶维奇·托尔斯泰（羅馬化：Aleksey Nikolayevich Tolstoy；格里曆1883年1月10日（儒略曆1882年12月29日）－1945年2月23日（儒略曆1945年2月10日）），苏联著名作家，以创作历史小说和科幻小说出名。托尔斯泰曾加入特别国家委员会，参与二战期间德国纳粹罪行的调查。

## 生平
阿·托尔斯泰出生于沙皇俄国萨马拉省东北部的尼古拉耶夫斯克（今称普加乔夫）托尔斯泰家族一个穷困破落的分支，他的父亲是一个伯爵，母亲是一个儿童文学作家。
阿·托尔斯泰1901年进入彼得堡工学院，中途退学投身于文学创作。1911年之前创作了大批象征派诗歌，1911年出版了中篇小说集《伏尔加河左岸》，1912年出版长篇小说《跛老爷》。第一次世界大战时，以战地记者身份上前线。
十月革命后不久，阿·托尔斯泰离开了俄国侨居巴黎、柏林，1920年－1922年写作自传体小说《尼基塔的童年》，并开始写《苦难的历程》第一部《两姊妹》，后与流亡海外的白俄政治上决裂，于1923年回国，成为苏联社会主义与斯大林的坚定支持者，至死不渝。曾与高尔基合作报道他们的白海-波罗的海运河工地之旅见闻。
阿·托尔斯泰公认的传世名作有长篇历史小说《彼得大帝》（1929年－1945年，未完成），《苦难的历程》三部曲（1922年－1941年）。
阿·托尔斯泰其它作品还有1937年的中篇小说《粮食》（即《保卫察里津》），1942年－1943年的历史剧《伊凡雷帝》等。阿·托尔斯泰还是科幻小说的先锋，如关于火星之旅的《艾里达》（1923年），《加林工程师的双曲线体》（1927年），在少年读者中极其流行。
阿·托尔斯泰的作品大多都被改编拍摄为电影。

### 调查纳粹屠杀
托尔斯泰曾受苏联律师斯米尔诺夫邀请，加入调查纳粹种族屠杀罪行的委员会。1945年2月23日，托尔斯泰在莫斯科去世，但他们的调查结果获得了纽伦堡法庭的采用。1946年2月19日的法庭纪录曾有如下一段话：“特别状态委员会在调查德军在斯塔夫罗波尔地区所犯罪行时第一次确切无疑地证实了毒气室大规模屠杀事件。这篇文件最早是由我存档的，命名为‘Exhibit Number USSR-1 (Document USSR-1)’。斯塔夫罗波尔地区德国法西斯分子的罪行调查是由著名苏联作家托尔斯泰领导的，他也是特别状态委员会的成员之一，但现已去世。”

## 知名作品
- 《抒情集》（1907，诗集）
- 《考验》（1918）
- 《尼基塔的童年》（1921）
- 《苦难的历程》三部曲（1921-40，获1943年斯大林文学奖）
- 《艾里达》（1923）
- 《加林工程师的双曲线体》（1926）
- 《彼得大帝》（1929-34，获1941年斯大林文学奖）
- 《在图伦内沃的一周》（1958）